# Chesneya crassipes
Chesneya crassipes är en ärtväxtart som beskrevs av Antonina Georgievna Borissova. Chesneya crassipes ingår i släktet Chesneya och familjen ärtväxter. Inga underarter finns listade i Catalogue of Life.